# Ha-Ichud ha-chakla'i
ha-Ichud ha-chakla'i (hebrejsky: האיחוד החקלאי, doslova Zemědělský svaz) je zemědělská a osadnická organizace sdružující zemědělce Izraeli.

## Dějiny
Za jejím vznikem stáli Židé původem ze střední Evropy. Jedním z iniciátorů jejího ustavení byl Moše Lefeber (משה לֶפבֶּר), který do mandátní Palestiny imigroval v roce 1934 a usadil se v obci Kfar Bialik. Zde začal organizovat podobně smýšlející farmáře. Hnutí se pak rozšířilo do dalších osad jako Gan ha-Šomron
nebo Šavej Cijon. Od počátku šlo o organizaci nestranickou, čímž se odlišovala od ostatních zemědělských a osadnických asociací, které byly často silně propojeny s politickými stranami.
Podle údajů k roku 1964 sdružovala organizace 3000 farmářů v cca 50 osadách. Výměra pozemků obhospodařovaných členy dosahovala 50 000 akrů (200 kilometrů čtverečních). V roce 1987 byla při ha-Ichud ha-chakla'i založena mládežnická organizace.
V současnosti je do organizace zapojeno několik desítek vesnic. Patří mezi ně staré osady z přelomu 19. a 20. století (například Menachemija) i nové vesnice zbudované v posledních dekádách jako Koranit nebo Talmej Josef. Nejmladší je obec Inbar zřízená roku 1993. Od roku 1967 se k ha-Ichud ha-chakla'i přidaly i některé izraelské osady zbudované na Západním břehu Jordánu. Jde o šest osad v údolí Jordánu. Na Golanských výšinách patří k této organizaci osada Neve Ativ. Předsedou organizace je od roku 1994 Moti Daldžo (מוטי דלג'ו), generálním tajemníkem David Kochman.